# 三枝の爆笑美女対談
『三枝の爆笑美女対談』（さんしのばくしょうびじょたいだん）は、フジテレビ系列局で放送されていた関西テレビ製作のトーク番組である。関西テレビとフジテレビでは1980年3月20日から1987年3月29日まで放送。

## 概要
司会の桂三枝（後の6代目桂文枝）が毎回女性ゲストの仕事や趣味、恋愛の噂や私生活などについてインタビューしていた番組。三枝はオープニングで「窓辺のマーガレット、桂三枝です」と挨拶していた。番組のラストではゲストと「ドンケツゲーム」（後期では「ぐらぐらゲーム」）を行い、これに三枝が勝てばゲストは三枝にキスをしなくてはならなかった。場合によってはキスをしてもらわないといけなかったり、勝った方が負けた相手にする場合もあった。（後者は、ゲストが淡谷のり子の時など）。
番組はその後、視聴率の低調に喘いだのに触れた三枝が司会降板を要請したこと、そして番組が放送されていた日曜22:30枠が1987年4月から大日本除虫菊（KINCHO）一社提供枠になることから、KINCHOの競合企業である中外製薬の殺虫剤「バルサン」（ライオンを経て、現在はレックに販売承継）のCMに出演していた三枝を継続出演するわけにいかないと番組スタッフが判断したことにより、3月29日放送分をもって7年間の歴史に幕を閉じた。なお、最終回（ゲスト：大原麗子）のエンディングでは収録後のマスコミ撮影と、当時の関西テレビ社長から三枝に感謝状が贈られる記念パーティーの模様が流れた。

## 放送時間
いずれも日本標準時。
- 木曜22:00 - 22:30 （1980年3月20日 - 1983年9月）
  - ネット局の北海道文化放送は、放送開始から1982年3月までは土曜12:30枠、1982年4月から1983年9月までは土曜13:00枠（前々番組『凡児の娘をよろしく』時代からの遅れネット枠）での遅れネットを行っていた。
  - 四国放送では1980年7月時点で、水曜0:00 - 0:30（火曜深夜）に遅れネットで放送されていた[4]。
- 日曜22:30 - 23:00 （1983年10月 - 1987年3月29日）
  - ネット局の東海テレビは、1983年10月から1984年3月までは土曜19:00枠での先行ネットを行っていた。

## スタッフ
- 構成：尼子成夫
- 音楽：広瀬健次郎、浦田博信
- 技術：小川智敬、小林康郎、津浦宏
- カメラ：矢野高由
- 照明：清水久雄
- 音声：山尾市彦、京極博顕、近藤孝雄
- VTR：西岡和広、筒井哲也、中野葉子
- 効果：永江淳志
- 美術：岡本猛（kac）
- デザイン：萩原英伸
- フラワーデザイン：斉藤博美
- タイトル：永見孝義
- ディレクター：籏啓祝、長嶋一郎、小川誠、大平雄司
- プロデューサー：奥野巌
- 制作協力：フジテレビ（東京収録の回のみ）
- 制作著作：関西テレビ放送

## スポンサー
当初は前番組『恋のトリプルチャンス』から引き続き笹岡薬品（命の母ホワイト他）一社提供で放送されていたが、後に森下仁丹（グリーン仁丹他）が参入し、笹岡薬品と森下仁丹の2社提供へと移行した。この2社がスポンサーを降りた後、しばらくはP&Gとフルベール化粧品を筆頭とした複数社による提供で放送されていた。末期は先述の大日本除虫菊を筆頭とした複数社となり、後番組から1997年3月終了の『カジノザウルス』まで10年間、日曜22時台のKINCHO一社提供バラエティ枠が続くことになる。

## 備考
- 1980年に山口百恵がゲスト出演した回は、収録直後に山口が三浦友和との婚約を発表したために放送中止になり、番組唯一のお蔵入り回となった。
- 1985年に夏目雅子が逝去した際には、彼女の追悼企画を行った。最終回では夏目と1986年に逝去した岡田有希子の出演時の名場面が流れた後「お二人のご冥福をお祈りいたします」という追悼テロップが表示された。